# FIDE Women’s Grand Prix 2022–23
A FIDE Women’s Grand Prix 2022–23 egy kiemelt erősségű sakkversenysorozat volt nők számára a Nemzetközi Sakkszövetség (FIDE) szervezésében, amely négy versenyből állt. A versenysorozat a 2025-ös női sakkvilágbajnokság kvalifikációs versenysorozatának egyik eleme, amelynek első két helyezettje kvalifikációt szerzett a világbajnokjelöltek versenyén való indulásra. A világbajnokjelöltek versenyének első helyezettje mérkőzhet meg a 2025-ös női sakkvilágbajnokságon a regnáló világbajnokkal, a kínai Csü Ven-csünnel a világbajnoki címért.
A Grand Prix-sorozat négy versenyből állt, amelyből a részvételre jogosult 16 versenyző mindegyikének három versenyen kellett részt vennie. A versenyeket 2022 szeptembere és 2023 májusa között rendezték.

## A részvételre jogosultak
A 2022-2023-as Grand Prix versenysorozatán 16 játékos kapott meghívást az alábbi kiválasztási szempontok alapján:
- A regnáló sakkvilágbajnok (Csü Ven-csün)
- A 2021-es női sakkvilágkupa első 4 helyezettje, kivéve aki már más módon kvalifikációt szerzett a Grand Prix-n részvételre
- A 2021-es női FIDE Grand Swiss torna első 4 helyezettje, kivéve aki már más módon kvalifikációt szerzett a Grand Prix-n részvételre
- A fentieken kívül a 2022. márciusi világranglistán a legelőrébb álló 3 olyan játékos, aki 2021. április és 2022. március között legalább 1 játékot játszott.[2]
- 4 játékos a szervezők szabadkártyájával.
- A kvalifikációt szerzett, de visszalépő versenyzők helyett a 2022. márciusi világranglista legmagasabb helyezésű soron következő játékosaival került a létszám feltöltésre.

A versenysorozaton Csü Ven-csün világbajnok, Lej Ting-csie a FIDE Grand Swiss torna győztese, valamint Hou Ji-fan a világranglista 1. helyezettje nem kívánt részt venni.
| Meghívottak                  | A kvalifikáció              | Élő-pontszám (2022. 03.) |
| ---------------------------- | --------------------------- | ------------------------ |
| Alekszandra Kosztyenyuk      | női világkupa               | 2516                     |
| FIDE Alekszandra Gorjacskina | női világkupa               | 2610                     |
| Tan Csung-ji                 | női világkupa               | 2525                     |
| Anna Muzicsuk                | női világkupa               | 2531                     |
| Elisabeth Pähtz              | Women's Grand Swiss         | 2507                     |
| Csu Csiner                   | Women's Grand Swiss         | 2464                     |
| Marija Muzicsuk              | Women's Grand Swiss         | 2544                     |
| FIDE Jekatyerina Lagno       | Élő-pontszám                | 2550                     |
| Nana Dzagnidze               | Élő-pontszám                | 2531                     |
| Bibisara Assaubayeva         | szabadkártya                | 2434                     |
| Dinara Wagner                | szabadkártya                | 2325                     |
| Kónéru Hampi                 | szabadkártya                | 2586                     |
| Alina Kaslinszkaja           | szabadkártya                | 2490                     |
| Drónavalli Hárika            | Élő-pontszám (helyettesítő) | 2517                     |
| FIDE Polina Suvalova         | Élő-pontszám (helyettesítő) | 2504                     |
| Abdumalik Zhansaya           | Élő-pontszám (helyettesítő) | 2493                     |
| Vaishali Rameshbabu          | Helyettesítő                | 2403                     |
| Nino Baciasvili              | Helyettesítő                | 2472                     |
| Bella Kotenasvili            | Helyettesítő                | 2485                     |
| Gunay Mammadzada             | Helyettesítő                | 2454                     |
| Oliwia Kiołbasa              | Helyettesítő                | 2388                     |

## A tornák helyszíne, ideje és győztesei
| No. | Helyszín             | Dátum                       | Győztes                 | Pont (Gy/D/V)   |
| --- | -------------------- | --------------------------- | ----------------------- | --------------- |
| 1   | Asztana, Kazahsztán  | 2022. szeptember 17–30.     | Jekatyerina Lagno       | 8/11 (+5=6-0)   |
| 2   | München, Németország | 2023. február 1-14.         | Alekszandra Kosztyenyuk | 7.5/11 (+5=5-1) |
| 3   | Új-Delhi, India      | 2023. március 24–április 6. | Alekszandra Gorjacskina | 6/9 (+3=6-0)    |
| 4   | Nicosia, Ciprus      | 2023. május 15–28.          | Dinara Wagner           | 7/11 (+4=6-1)   |

## Eredménytáblázatok

### Asztana
| H. | Versenyző               | Ország        | Élő-p. | 1 | 2 | 3 | 4 | 5 | 6 | 7 | 8 | 9 | 10 | 11 | 12 | Pont | Ee[14] | SB    | Nyert | GP-pont |
| -- | ----------------------- | ------------- | ------ | - | - | - | - | - | - | - | - | - | -- | -- | -- | ---- | ------ | ----- | ----- | ------- |
| 1  | Jekatyerina Lagno       | FIDE          | 2547   | X | ½ | 1 | ½ | ½ | ½ | 1 | 1 | 1 | ½  | ½  | 1  | 8,0  |        |       |       | 160     |
| 2  | Alekszandra Gorjacskina | FIDE          | 2579   | ½ | X | 1 | ½ | ½ | ½ | ½ | 1 | ½ | ½  | 1  | 1  | 7,5  |        |       |       | 130     |
| 3  | Csu Csiner              | Kína          | 2464   | 0 | 0 | X | ½ | 1 | ½ | 1 | ½ | ½ | ½  | 1  | 1  | 6,5  |        |       |       | 110     |
| 4  | Alekszandra Kosztyenyuk | Svájc         | 2521   | ½ | ½ | ½ | X | 1 | 1 | 0 | 1 | 1 | 0  | ½  | 0  | 6    |        |       |       | 90      |
| 5  | Abdumalik Zhansaya      | Kazahsztán    | 2503   | ½ | ½ | 0 | 0 | X | ½ | ½ | ½ | ½ | ½  | 1  | 1  | 5,5  |        |       |       | 80      |
| 6  | Vaishali Rameshbabu     | India         | 2449   | ½ | ½ | ½ | 0 | ½ | X | ½ | ½ | 1 | ½  | 0  | ½  | 5    | 6      | 27,50 | 1     | 60      |
| 7  | Dinara Wagner           | Németország   | 2358   | 0 | ½ | 0 | 1 | ½ | ½ | X | 0 | 0 | ½  | 1  | 1  | 5    | 5      | 25,75 | 3     | 60      |
| 8  | Tan Csung-ji            | Kína          | 2525   | 0 | 0 | ½ | 0 | ½ | ½ | 1 | X | ½ | 1  | 1  | 0  | 5    | 5      | 24,75 | 3     | 60      |
| 9  | Elisabeth Pähtz         | Németország   | 2477   | 0 | ½ | ½ | 0 | ½ | 0 | 1 | ½ | X | 1  | ½  | 0  | 4,5  | 6      | 24,00 | 2     | 30      |
| 10 | Bibisara Assaubayeva    | Kazahsztán    | 2443   | ½ | ½ | ½ | 1 | ½ | ½ | ½ | 0 | 0 | X  | 0  | ½  | 4,5  | 5      | 26,75 | 1     | 30      |
| 11 | Alina Kaslinszkaja      | Lengyelország | 2491   | ½ | 0 | 0 | ½ | 0 | 1 | 0 | 0 | ½ | 1  | X  | 1  | 4,5  | 5      | 22,75 | 3     | 30      |
| 12 | Polina Suvalova         | FIDE          | 2510   | 0 | 0 | 0 | 1 | 0 | ½ | 0 | 1 | 1 | ½  | 0  | X  | 4    |        |       |       | 10      |

### München
| H. | Versenyző               | Ország        | Élő-p. | 1 | 2 | 3 | 4 | 5 | 6 | 7 | 8 | 9 | 10 | 11 | 12 | Pont | Ee[14] | SB    | Nyert | GP-pont |
| -- | ----------------------- | ------------- | ------ | - | - | - | - | - | - | - | - | - | -- | -- | -- | ---- | ------ | ----- | ----- | ------- |
| 1  | Alekszandra Kosztyenyuk | Svájc         | 2519   | X | ½ | ½ | ½ | 0 | ½ | 1 | 1 | ½ | 1  | 1  | 1  | 7,5  |        |       |       | 160     |
| 2  | Kónéru Hampi            | India         | 2572   | ½ | X | ½ | ½ | ½ | ½ | ½ | 1 | ½ | 1  | 1  | ½  | 7    |        |       |       | 130     |
| 3  | Nana Dzagnidze          | Grúzia        | 2517   | ½ | ½ | X | ½ | ½ | 1 | 1 | 0 | ½ | 1  | ½  | ½  | 6,5  |        |       |       | 110     |
| 4  | Drónavalli Hárika       | India         | 2507   | ½ | ½ | ½ | X | ½ | ½ | ½ | ½ | ½ | ½  | 1  | ½  | 6    |        |       |       | 90      |
| 5  | Csu Csiner              | Kína          | 2486   | 1 | ½ | ½ | ½ | X | 1 | 0 | ½ | 0 | 0  | ½  | 1  | 5,5  | 6      | 31,00 | 3     | 65      |
| 6  | Abdumalik Zhansaya      | Kazahsztán    | 2496   | ½ | ½ | 0 | ½ | 0 | X | ½ | ½ | 1 | ½  | ½  | 1  | 5,5  | 5      | 28,50 | 2     | 65      |
| 7  | Tan Csung-ji            | Kína          | 2530   | 0 | ½ | 0 | ½ | 1 | ½ | X | ½ | ½ | ½  | 1  | ½  | 5,5  | 5      | 28,00 | 2     | 65      |
| 8  | Elisabeth Pähtz         | Németország   | 2464   | 0 | 0 | 1 | ½ | ½ | ½ | ½ | X | ½ | ½  | ½  | 1  | 5,5  | 5      | 28,00 | 2     | 65      |
| 9  | Marija Muzicsuk         | Ukrajna       | 2523   | ½ | ½ | ½ | ½ | 1 | 0 | ½ | ½ | X | 0  | ½  | ½  | 5    |        |       |       | 40      |
| 10 | Alina Kaslinszkaja      | Lengyelország | 2491   | 0 | 0 | 0 | ½ | 1 | ½ | ½ | ½ | 1 | X  | ½  | 0  | 4,5  |        |       |       | 30      |
| 11 | Anna Muzicsuk           | Ukrajna       | 2522   | 0 | 0 | ½ | 0 | ½ | ½ | 0 | ½ | ½ | ½  | X  | 1  | 4    |        |       |       | 20      |
| 12 | Dinara Wagner           | Németország   | 2414   | 0 | ½ | ½ | ½ | 0 | 0 | ½ | 0 | ½ | 1  | 0  | X  | 3,5  |        |       |       | 10      |

### Új-Delhi
| H. | Versenyző               | Ország      | Élő-p. | 1 | 2 | 3 | 4 | 5 | 6 | 7 | 8 | 9 | 10 | 11 | Pont | Ee[14] | SB    | Nyert | GP-pont |
| -- | ----------------------- | ----------- | ------ | - | - | - | - | - | - | - | - | - | -- | -- | ---- | ------ | ----- | ----- | ------- |
| 1  | Alekszandra Gorjacskina | FIDE        | 2576   | X | 1 | ½ | ½ | ½ | ½ | 1 | 1 | ½ | ½  | +  | 7    | 4      | 32,00 | 3     | 133⅓    |
| 2  | Bibisara Assaubayeva    | Kazahsztán  | 2440   | 0 | X | ½ | ½ | 1 | ½ | 1 | 1 | ½ | 1  | +  | 7    | 4      | 29,5  | 4     | 133⅓    |
| 3  | Csu Csiner              | Kína        | 2489   | ½ | ½ | X | 1 | ½ | 1 | ½ | ½ | ½ | 1  | +  | 7    | 3      | 31,25 | 3     | 133⅓    |
| 4  | Jekatyerina Lagno       | FIDE        | 2560   | ½ | ½ | 0 | X | ½ | ½ | ½ | ½ | 1 | 1  | +  | 6    | 5      | 24,75 | 2     | 85      |
| 5  | Polina Suvalova         | FIDE        | 2484   | ½ | 0 | ½ | ½ | X | ½ | 0 | 1 | 1 | 1  | +  | 6    | 3      | 24,75 | 3     | 85      |
| 6  | Kónéru Hampi            | India       | 2576   | ½ | ½ | 0 | ½ | ½ | X | ½ | ½ | 1 | ½  | +  | 5,5  |        |       |       | 70      |
| 7  | Nino Baciasvili         | Grúzia      | 2489   | 0 | 0 | ½ | ½ | 1 | ½ | X | 0 | ½ | ½  | +  | 4,5  | 6      | 19,00 | 1     | 50      |
| 8  | Drónavalli Hárika       | India       | 2511   | 0 | 0 | ½ | ½ | 0 | ½ | 1 | X | ½ | ½  | +  | 4,5  | 6      | 17,50 | 1     | 50      |
| 9  | Nana Dzagnidze          | Grúzia      | 2525   | ½ | ½ | ½ | 0 | 0 | 0 | ½ | ½ | X | 1  | +  | 4,5  | 5      | 18,00 | 1     | 50      |
| 10 | Vaishali Rameshbabu     | India       | 2433   | ½ | 0 | 0 | 0 | 0 | ½ | ½ | ½ | 0 | X  | +  | 3    |        |       |       | 30      |
| 11 | Elisabeth Pähtz         | Németország | 2474   | - | - | - | - | - | - | - | - | - | -  | X  | 0    |        |       |       | -       |

### Nicosia
| H. | Versenyző               | Ország        | Élő-p. | 1 | 2 | 3 | 4 | 5 | 6 | 7 | 8 | 9 | 10 | 11 | 12 | Pont | Ee[14] | SB    | Nyert | GP-pont |
| -- | ----------------------- | ------------- | ------ | - | - | - | - | - | - | - | - | - | -- | -- | -- | ---- | ------ | ----- | ----- | ------- |
| 1  | Dinara Wagner           | Németország   | 2417   | X | ½ | ½ | ½ | 1 | 0 | ½ | 1 | ½ | ½  | 1  | 1  | 7    |        |       |       | 160     |
| 2  | Polina Suvalova         | FIDE          | 2484   | ½ | X | ½ | ½ | 0 | 1 | 1 | ½ | ½ | ½  | ½  | 1  | 6,5  | 6      | 33,25 | 3     | 110     |
| 3  | Tan Csung-ji            | Kína          | 2517   | ½ | ½ | X | ½ | ½ | ½ | ½ | ½ | ½ | 1  | ½  | 1  | 6,5  | 6      | 33,25 | 2     | 110     |
| 4  | Drónavalli Hárika       | India         | 2501   | ½ | ½ | ½ | X | ½ | ½ | 1 | ½ | ½ | ½  | ½  | 1  | 6,5  | 5      | 33,50 | 2     | 110     |
| 5  | Jekatyerina Lagno       | FIDE          | 2558   | 0 | 1 | ½ | ½ | X | 1 | ½ | ½ | ½ | ½  | ½  | ½  | 6    |        |       |       | 80      |
| 6  | Gunay Mammadzada        | Azerbajdzsán  | 2449   | 1 | 0 | ½ | ½ | 0 | X | ½ | ½ | ½ | ½  | ½  | 1  | 5,5  | 6      | 28,50 | 2     | 55      |
|    | Bibisara Assaubayeva    | Kazahsztán    | 2464   | ½ | 0 | ½ | 0 | ½ | ½ | X | ½ | ½ | 1  | 1  | ½  | 5,5  | 6      | 28,50 | 2     | 55      |
| 8  | Alekszandra Gorjacskina | FIDE          | 2571   | 0 | ½ | ½ | ½ | ½ | ½ | ½ | X | 1 | ½  | 0  | 1  | 5,5  | 6      | 28,25 | 2     | 55      |
| 9  | Nana Dzagnidze          | Grúzia        | 2513   | ½ | ½ | ½ | ½ | ½ | ½ | ½ | 0 | X | 0  | 1  | 1  | 5,5  | 5      | 28,25 | 2     | 55      |
| 10 | Alekszandra Kosztyenyuk | Svájc         | 2535   | ½ | ½ | 0 | ½ | ½ | ½ | 0 | ½ | 1 | X  | ½  | ½  | 5    |        |       |       | 30      |
| 11 | Bella Kotenasvili       | Grúzia        | 2478   | 0 | ½ | ½ | ½ | ½ | ½ | 0 | 1 | 0 | ½  | X  | ½  | 4,5  |        |       |       | 20      |
| 12 | Oliwia Kiołbasa         | Lengyelország | 2422   | 0 | 0 | 0 | 0 | ½ | 0 | ½ | 0 | 0 | ½  | ½  | X  | 2    |        |       |       | 10      |

## A Grand Prix végeredménye
A világbajnokjelöltek versenyére továbbjutó első két helyezett zölddel jelölve.
|    | Versenyző                     | Asztana | München | Új-Delhi | Nicosia | Összpont | Nyeremény |
| -- | ----------------------------- | ------- | ------- | -------- | ------- | -------- | --------- |
| 1  | Jekatyerina Lagno FIDE        | 160     |         | 85       | 80      | 325      | €49,125   |
| 2  | Alekszandra Gorjacskina FIDE  | 130     |         | 133⅓     | 55      | 318⅓     | €45,146   |
| 3  | Csu Csiner (CHN)              | 110     | 65      | 133⅓     |         | 308⅓     | €40,833   |
| 4  | Alekszandra Kosztyenyuk (SUI) | 90      | 160     |          | 30      | 280      | €37,000   |
| 5  | Drónavalli Hárika (IND)       |         | 90      | 50       | 110     | 250      | €30,500   |
| 6  | Tan Csung-ji (CHN)            | 60      | 65      |          | 110     | 235      | €26,083   |
| 7  | Dinara Wagner (GER)           | 60      | 10      |          | 160     | 230      | €26,583   |
| 8  | Bibisara Assaubayeva (KAZ)    | 30      |         | 133⅓     | 55      | 218⅓     | €23,646   |
| 9  | Nana Dzagnidze (GEO)          |         | 110     | 50       | 55      | 215      | €19,313   |
| 10 | Polina Suvalova FIDE          | 10      |         | 85       | 110     | 205      | €19,875   |
| 11 | Kónéru Hampi (IND)            |         | 130     | 70       |         | 200      | €17,750   |
| 12 | Abdumalik Zhansaya (KAZ)      | 80      | 65      |          |         | 145      | €12,250   |
| 13 | Elisabeth Pähtz (GER)         | 30      | 65      |          |         | 95       | €9,000    |
| 14 | Vaishali Rameshbabu (IND)     | 60      |         | 30       |         | 90       | €8,583    |
| 15 | Alina Kaslinszkaja (POL)      | 30      | 30      |          |         | 60       | €7,000    |
| 16 | Gunay Mammadzada (AZE)        |         |         |          | 55      | 55       | €4,813    |
| 17 | Nino Baciasvili (GEO)         |         |         | 50       |         | 50       | €4,500    |
| 18 | Marija Muzicsuk (UKR)         |         | 40      |          |         | 40       | €4,000    |
| 19 | Anna Muzicsuk (UKR)           |         | 20      |          |         | 20       | €3,000    |
| 19 | Bella Kotenasvili (GEO)       |         |         |          | 20      | 20       | €3,000    |
| 21 | Oliwia Kiołbasa (POL)         |         |         |          | 10      | 10       | €2,500    |